# David Blue (Musiker)
David Blue (* 18. Februar 1941 in Providence, Rhode Island; † 2. Dezember 1982 in New York City; eigentlich Stuart David Cohen) war ein US-amerikanischer Sänger, Gitarrist und Schauspieler.

## Leben
David Blue war Teil der Folkmusik-Szene von Greenwich Village, der Künstler wie Bob Dylan und Phil Ochs angehörten. Bekannt ist sein Song Outlaw Man, den er für die Eagles schrieb und der 1973 auf deren Album Desperado erschien. Er selbst brachte sieben Studioalben heraus. Außerdem nahm er an Bob Dylans Rolling Thunder Revue teil.
Als Schauspieler hatte David Blue unter anderem Rollen in Wim Wenders’ Der amerikanische Freund und Neil Youngs Comedyfilm Human Highway.
David Blue starb 41-jährig an einem Herzinfarkt, den er beim Joggen im Washington Square Park erlitt.

## Diskographie
- David Blue (Elektra, 1966)
- These 23 Days in September (Reprise, 1968)
- Me (Reprise, 1970)
- Stories (Asylum, 1972)
- Nice Baby and the Angel, (Asylum, 1973)
- Com'n Back for More (Asylum, 1975)
- Cupid's Arrow (Asylum, 1976)